# Dödsängeln (Milles)
Dödsängeln eller Dödens ängel är en skulptur av Carl Milles på Skogskyrkogården i Stockholm.
Carl Milles skapade den lilla Dödens ängel 1921 som enda utsmyckning på taket över entrén till Gunnar Asplunds Skogskapell på Skogskyrkogården i Stockholm. Originalet är drivet i kopparplåt (efter en gipsförlaga), ciselerat (av J. Ferngren), förgyllt och ca 60 cm hög. Det var enda gången som Milles och Asplund samarbetade. 
Det uppstod emellertid diskussion i Stockholms Stadsfullmäktige, då några präster tyckte att ängeln var anstötlig och sedlighetssårande. Kyrkogårdsnämnden bemötte kritiken med ett expertutlåtande av bland andra Erik Lallerstedt. Han skrev följande:
"...Denna figur synes liksom välkomnande vilja sluta i sin famn den, som träder in i dödsriket, och giver därför åt dem som följer den döde en förnimmelse av att i döden finns barmhärtighet..."
Med detta slags inlägg ebbade debatten så småningom ut.
Eftersom Carl Milles lilla skulptur har stulits flera gångar från Skogskapellets tak förvaras numera "Dödens ängel" på Millesgården sedan hösten 2011. Gipsskissen finns även den på Millesgården.
I Tallumpaviljongens utställningslokal, Visitors Center, på Skogskyrkogården finns en kopia från 2003 gjuten i brons (med originalet som mall) och bladguldsförgylld. Detta skedde i Bangkok under Millesgårdens formella överinseende. På Skogskapellets tak finns numera en kopia i kompositmaterial från år 2010.
Den andra skulpturen av Carl Milles med namnet Dödsängeln stannar i minneslunden på Lidingö kyrkogård. Ursprungligen var den en del av ett monument över Emanuel Swedenborg från 1925-1930.

## Bilder

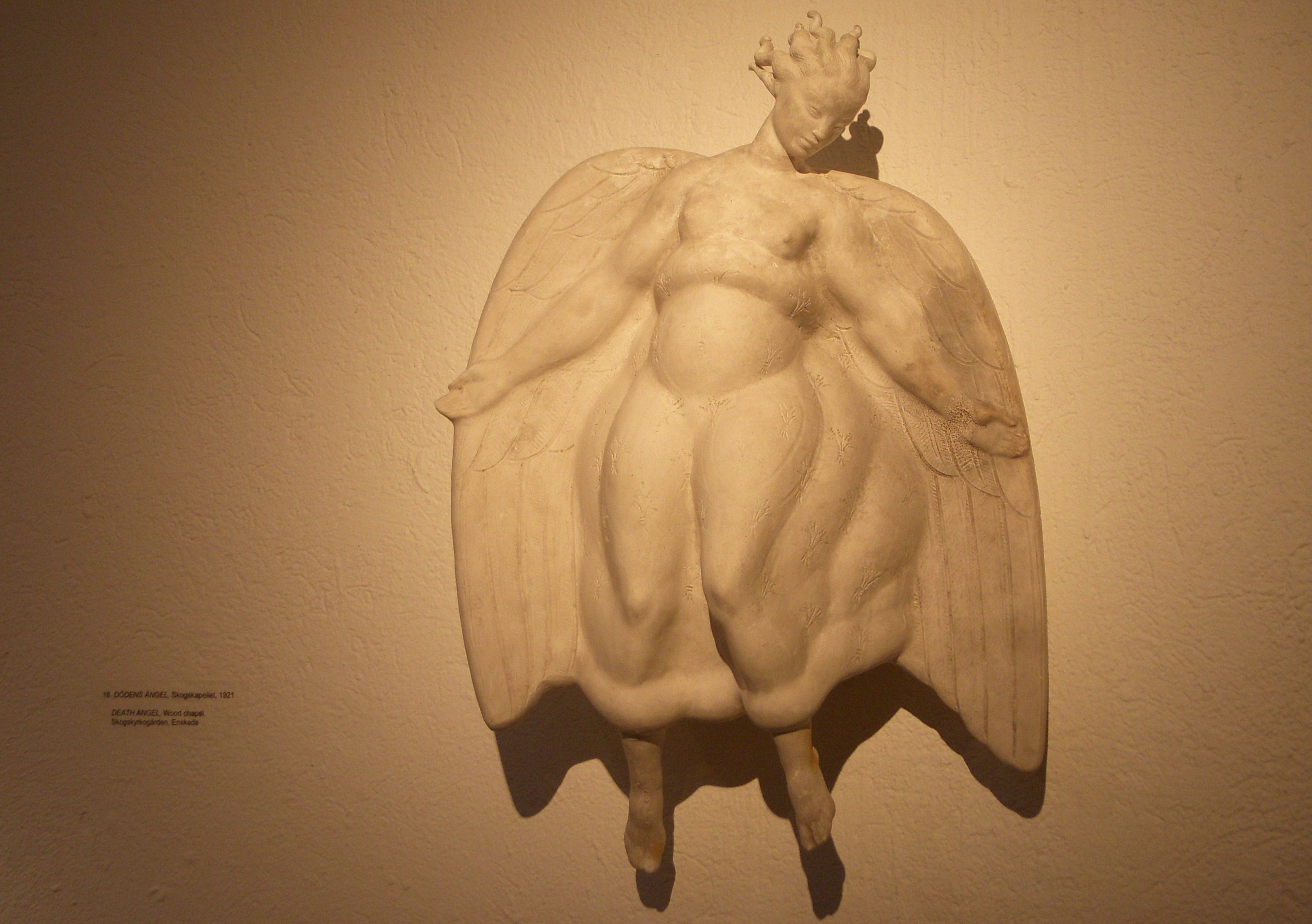
Milles gipsskiss på Millesgården
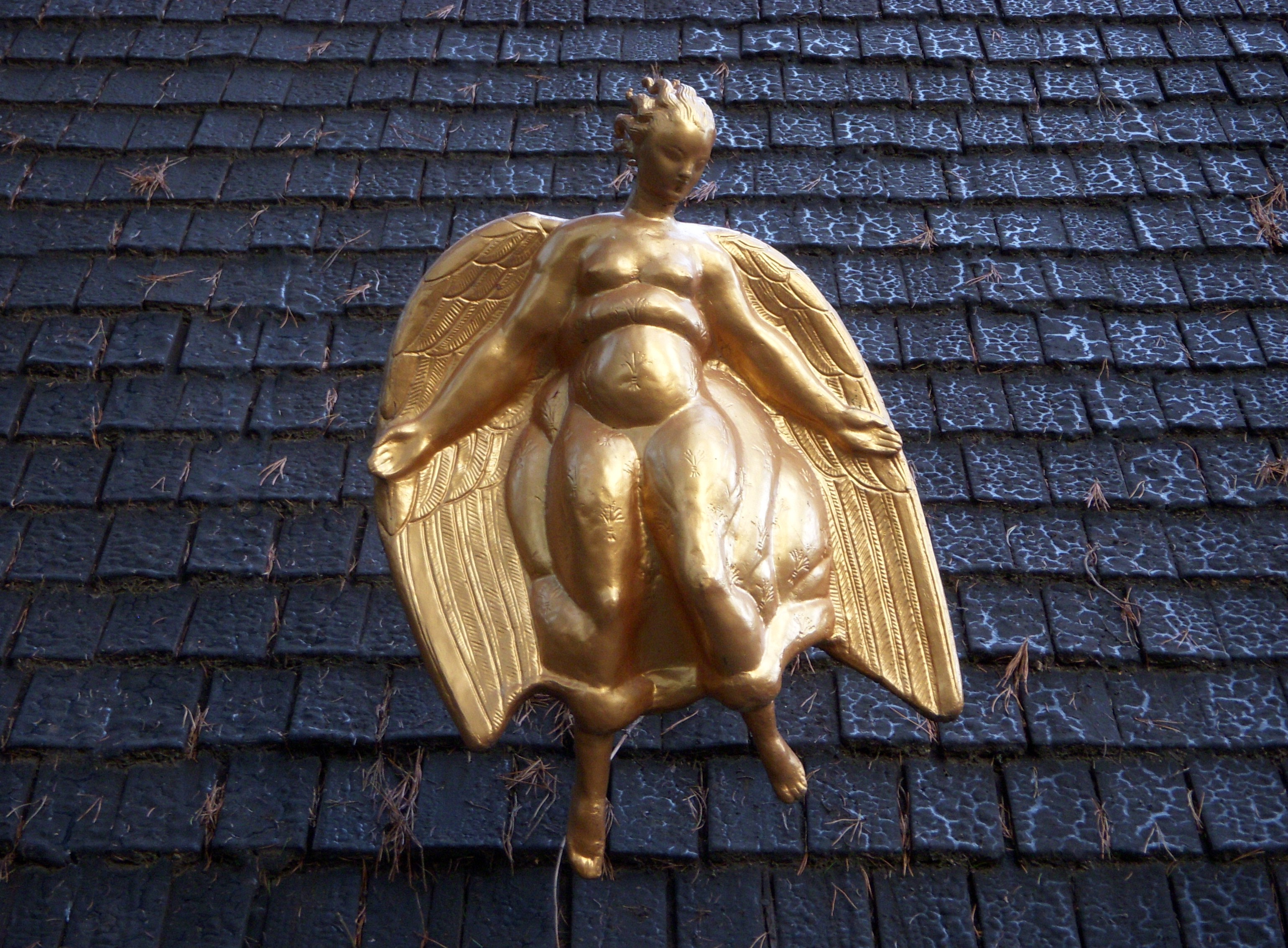
Dödens ängel på Skogskapellets tak
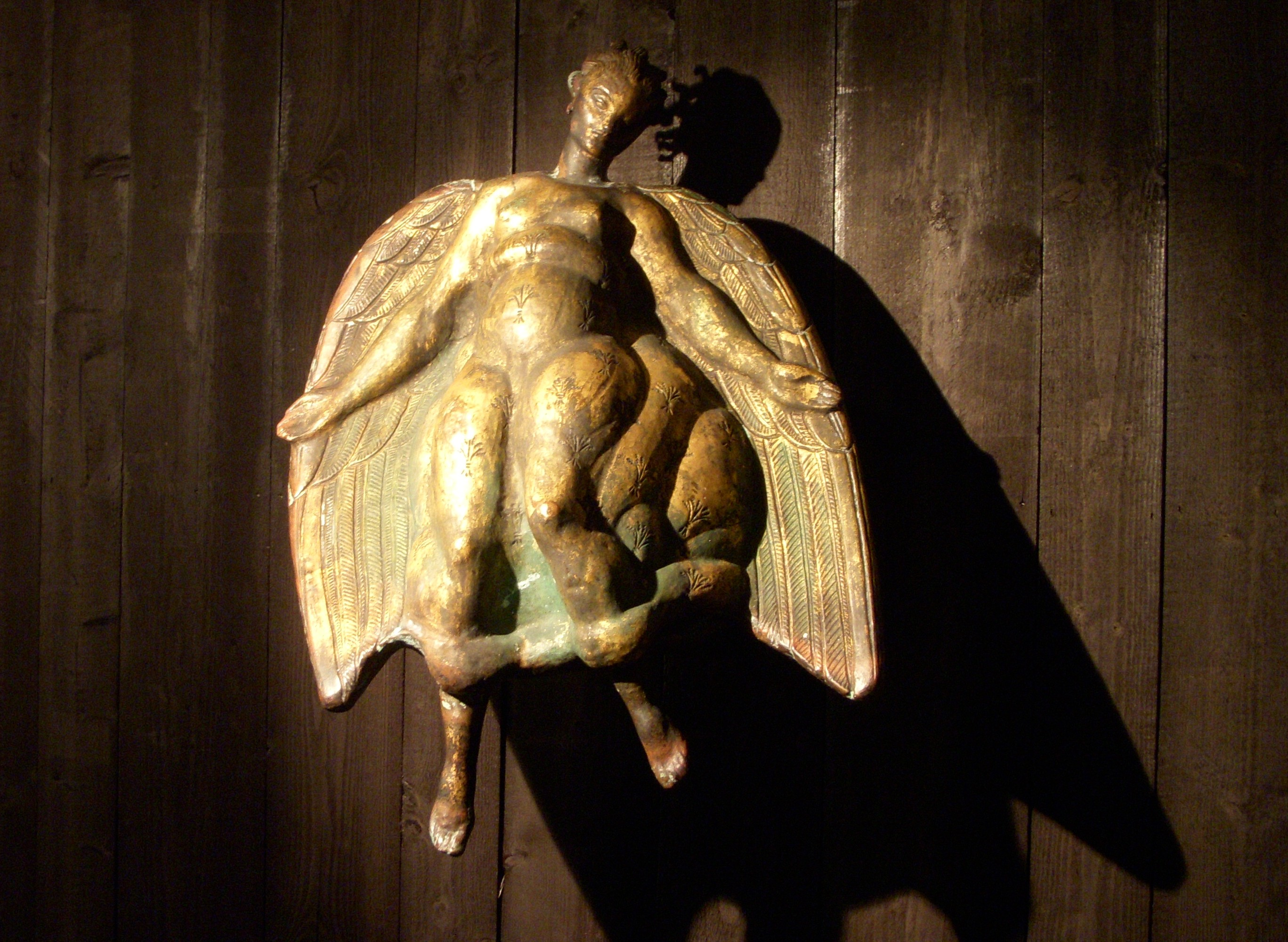
Dödens ängel i Tallumpaviljongen